# 大木宏之
大木 宏之（おおき ひろゆき、1944年または1945年 - ）は、日本の地方公務員。神奈川県警察総務部長、神奈川県副知事、神奈川県下水道公社理事長等を歴任した。

## 人物・経歴
1967年中央大学法学部卒業。神奈川県警本部警務部監察官室長として、神奈川県警覚醒剤使用警官隠蔽事件の調査にあたるなどしたのち、神奈川県警察本部総務部長を経て、2003年から神奈川県副知事。
副知事退任後、神奈川県下水道公社理事長、一般社団法人神奈川県安全運転管理者会連合会会長、公益財団法人神奈川県交通安全協会副会長等を歴任した。2015年秋の叙勲で瑞宝中綬章受章。